# Castell de Paüls
Les restes del castell de Paüls són al capdamunt del turó per on s'esglaona el poble de Paüls.

## Història
El primer esment del castell és de 1168, any en què el rei Alfons el Cast, el senescal Guillem Ramon de Montcada, Ramon de Montcada i Pere de Subirats donaren als cavallers Guerau de Riu, Pere de Sanmartí i Ramon de Queralt i als seus descendents, el castell de Paüls i el seu terme, amb les dues terceres parts de les rendes senyorials. Aquests cavallers el tindrien al fur d'Aragó. El 1206, Pere el Catòlic donà el castell i terme de Paüls, juntament amb el castell de Carles, a un tal Drogo, al fur de Saragossa, donació que, no fou efectiva o fou molt efímera. El 1228, Joan Despuig vengué a la seva muller Marimonda el seu castell i la vila de Paüls pel preu de 1 400 morabatins. El senyoriu restà vinculat als Despuig almenys fins al segle xv. El 1239, Marimonda, segurament propietària única, feu donació del castell i la vila al seu fill Ramon Despuig. El 1293, Joan Despuig, senyor del lloc, atorgà una carta de poblament als habitants de Paüls en la qual els veïns es comprometien a fer servei de guaita del castell.

## Arquitectura
Situat damunt d'un planell allargat, envoltat per un espadat força notable, una plataforma defensada pel relleu. La part menys protegida pels cingles és situada a l'extrem sud-oest, on es construí l'església i un segon recinte, acabat amb una torre d'angle. Aquesta ampliació seria feta en un moment força tardà. El recinte original té una longitud d'uns 80 m, d'est a oest i una amplada màxima d'uns 24 m. Aquest espai estigué envoltat de muralla. Allà on és més visible, per haver estat refeta, és en la costa meridional on s'hi veuen panys de paret, amb un gruix de 80 cm. que s'adapten als relleus de la roca. Alguns són fets amb carreus molt grans, alguns segments amb carreus regulars però la major part dels trams són bastits amb un aparell força irregular, pedres poc treballades i amb molt morter de calç, semblant a un encofrat. Al sector de damunt de l'església, una muralla moderna (50 cm de gruix) enllaça amb la muralla vella. A un nivell més alt, seguint la línia de la muralla sud, hi ha, al llarg de 36 m. restes d'un mur molt més vell. S'hi troben alguns carreus rectangulars, no gaire grossos i posats en filades. Finalment, a tota la banda nord, ran de cingle, damunt la roca hi ha restes de paret molt malmeses. També algunes roques retallades i treballades.
Aquesta fortificació té l'origen probablement en un «hisn» o castell d'època andalusina. S'hi observa un gran recinte que pot fer de refugi si cal, situat al cim d'una mola defensada pel mateix relleu. És força semblant als «husūn» del Segrià, Baix Cinca o altres indrets del País Valencià.